# Gyürky Ákos
Gyürki Gyürky Ákos Géza Tivadar (Nyitra, 1888. július 13. – ?) ügyvéd, politikus, publicista.

## Élete
Szülei Gyürky Géyza és Majthényi Adrianne, felesége Juhász Ilona. Középiskoláit a nyitrai piaristáknál és Nagyszombatban, jogi tanulmányait Budapesten végezte. Ügyvédi oklevelet már Csehszlovákiában szerzett.
Nyitrán a keresztényszocialista párt tagjaként több cikluson keresztül tagja volt a városi képviselőtestületnek. Számos előadást tartott a Szlovenszkói Magyar Kultúregyesület helyi szervezetében, amelynek elnöke volt. Cikkei a helyi lapokban és a Prágai Magyar Hírlapban, a szlovák állam idején pedig az Esti Újságban és a Magyar Hírlapban jelentek meg.
1937 októberében Debrecenben autóbalesetet szenvedett. 1957-ben feleségül vette Juhász Ilonát.

## Művei
- Nyitra és a kurucvilág (1941) A Toldy Kör Irodalmi Évkönyve 1941, 105-113. p.
- A Zobor vidéke (Pozsony, 1941)
- Nyitrai magyar élet. A szlovákiai magyarság élete 1938—1942. Budapest, 1942.